# Lista de organizações do ativismo pedófilo
As organizações do ativismo pedófilo são aquelas associações criadas em torno ao ativismo pró-pedofilia com o objectivo de promover o debate sobre a pedofilia e a descriminalização das relações sexuais consentidas entre adultos e crianças ou adolescentes.

## Organizações por países
Eis uma lista por ordem alfabética de diversas organizações do ativismo pedófilo da Europa e dos Estados Unidos.

### Alemanha
- Aktion Freis Leben (AFL).[5] Extinta?
- Arbeitskreis Päderastie-Pädophilie (AKP). Ativa no início dos oitenta.[6]
- Deutsche Studien und Arbeitsgemeinschaft Pädophilie (DSAP). Ativa entre final dos setenta e início dos oitenta.[5]
- Fach und Selbsthilfegruppe Paedophilie.[5] Extinta?
- Indiannekomune. Auto-definida como uma "comuna de liberação sexual das crianças", foi muito ativa entre final dos 70 e final dos 80. Segundo alguns autores, hoje em dia ainda poderiam existir alguns grupos locais.[6]
- Kinderfrühling. Nascida da dissolução da DSAP.[7]
- Pädoguppe, Rat und Tat-Zentrum.[5] Extinta?
- Krumme 13 (K13). 1993-2003.[8][9] Após a sua dissolução, o seu líder Dieter Gieseking decidiu manter aberto o site da associação, K13-Online, ativo até hoje.
- Verein fuer sexuelle Gleichberechtigung (Associação pela Igualdade Sexual, VSG).[10] Pertenceu à Associação Internacional de Gays e Lésbicas até 1995, quando foi expulsada por esta.[11]

### Austrália
- Australian Man/Boy Love Association (AMBLA).[5]
- Australian Paedophile Support Group (APSG). Fundada em 1980 ou 1983 segundo outras fontes. Após ser desmantelada como resultado de uma infiltração policial, os seus membros se reagruparam no Boy Lovers and Zucchini Eaters (BLAZE), que foi rapidamente dissolvido pela polícia.[12]

### Bélgica
- Dokumentatieidients Pedofilie.[6] Extinta?
- Centre de Recherche et d'Information sur l'Enfance et la Sexualité (CRIES). 1982-1986. Fundada por Philippe Charpentier. Publicou a revista L'Espoir.[13]
- Fach Und Selbsthilfegruppe. Fundada no início da década de 1990.[6] Extinta?
- Stiekum.[6] Extinta.
- Studiegroep Pedofilie.[6] Extinta.

### Canadá
- Coalition Pédophile Quebecois.[5]

### Dinamarca
- Danish Pedophile Association (DPA). 1985-2004. Foi uma das associações pedófilas mais  importantes e numerosas da Europa. Após sua dissolução, um grupo de antigos membros decidiu manter aberto o site da associação, acessível até hoje.[6][14] Extinta.

### Estados Unidos

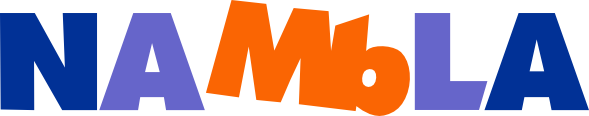
Logotipo de NAMBLA, a associação mais importante do ativismo pedófilo.

- Childhood Sesuality Circle (CSC). Fundada em 1975 em San Diego  (Califórnia)]].[6] Extinta a meados dos oitenta.
- North American Man/Boy Love Association (NAMBLA). 1978-atualidade. É a associação pedófila mais importante do mundo e a única com existência oficial hoje em dia. Coordena um programa de assistência aos pedófilos presos e suas famílias, gerencia um site na internet e publica a revista NAMBLA Bulletin.[5][15]
- Pedophile Information Society.[5] Extinta?
- Project Truth. Foi uma das organizações expulsas da ILGA em 1994.[16] Extinta.

### França
- Groupe de Recherche pour une Enfance Différente (GRED). 1979-1987. Publicou o boletim Le Petit Gredin.[6]

### Itália
- Gruppo P. Fundada em 1989 por Francesco Vallini, redactor da revista gay Babilonia. Embora o estatus legal da associação, Vallini passou três anos na cadeia acusado de associação criminal.[17] Editou o boletim Corriere del pedofili.[18] Extinta.

### Noruega
- Norwegian Pedophile Group (NAFP). Chegou a estar inscrita na federação de associações nacionais homossexuais. Após ser expulsa passou à clandestinidade.[6]

### Países Baixos
- Enclave Kring. Primeira associação do ativismo pedófilo, dedicada ao estudo científico da pedofilia. Fundada nos anos cinqüenta pelo psicólogo e pioneiro do movimento Frits Bernard.[4][19] Extinta.
- Ipce.[20] Fundada no final dos anos 1980.[21] O seu sítio reune inúmeros trabalhos acadêmicos sobre pedofilia.[16][22][23] Ativa.
- Martijn (1982-2012). Foi a associação pedófila mais importante da Europa e a mais numerosa do mundo após a NAMBLA. Embora suas atividades se mantiveram sempre dentro da lei, em 2012 foi ilegalizada pelos tribunais neerlandeses, os quais aduziram que as "atividades e as idéias da associação são contrárias à ordem pública e à moral".[24] Publicou o boletim OK Magazine.[25]

### Reino Unido
- Paedophile Action for Liberation (PAL). 1974-?.[6] Pertenceu ao Conselho Nacional pelas Liberdades Civis (National Council for Civil Liberties, NCCL) do Reino Unido desde 1978 até 1983

. Extinta.
- Paedophile Information Exchange (PIE). 1974-1984. Foi uma das associações pedófilas mais importantes da Europa. Publicou as revistas Magpie, Understanding Paedophilia e Childhood Rights.[6][27] Pertenceu ao Conselho Nacional pelas Liberdades Civis (National Council for Civil Liberties, NCCL) do Reino Unido desde 1978 até 1983.[26]

### Suíça
- Schweizerische Arbeitsgemeinschaft Pädophile (SAP).[6] Extinta.

## Subgrupos

### Alemanha
- AG-Pädo. Grupo de apoio fundado em 1991 dentro da associação gay Arbeitsgruppe des Bundesverbandes Homosexualität (BVH). Após a dissolução do BVH em 1997, tornou-se parte da Arbeitsgemeinschaft Humane Sexualität (AHS).[5][28] Ativo.

### Bélgica
- Groupe d'Étude sur la Pédophilie (GEP). Grupo de estudo sobre a pedofilia da associação gay Infor Homosexualité. Em 1982 transformou-se no CRIES.[29] Extinto.

### Países Baixos
- Jon. Grupo de apoio da Sociedade Neerlandesa pela Reforma Sexual (NVSH) fundado em 1979.[5] Ativo.

## Organizações falsas
Várias organizações falsas têm sido criadas e apresentadas como organizações pedófilas reais por alarmistas de direita e detratores do ativismo pedófilo nalguns meios, com o objetivo de relacionar o movimento com ideias e proposições falsas. Eis algumas delas:
- Children's Liberation Railway.
- Chocolate Star Fishermen
- Eulenspiegel Society
- Kids Liberation Front
- Kimeta Society
- Mancunians
- Oedipus Boys
- Orchid Club
- Paedophile Liberation Army. Em nenhum momento da história houve nenhum grupo armado formado por pedófilos. O "conceito" foi sugerido por webmaster chamado Ronald McDonald.
- PapaBears
- Queerlanders
- Streetkids Club
- The Bunnymen
- The Choirboys
- The Circle of Friends
- The Freemen
- The Love Brothers
- The Moonlighters
- The Outcasts.
- The Peacock Club
- The Society of Janus
- The Tail Enders
- The Uranians
- UPIE (United Paedophile Information Exchange)
- Wizards Lair
- Wonderland Club

## Existência discutida
- Lafayette Society
- René Guyon Society. Existe um certo debate em relação à veracidade sobre o número de membros da organização. Pelo jeito, a René Guyon Society foi uma iniciativa unipersonal (Tim O'Hara) inflada até proporções míticas por alarmistas de direita.